# Annemarie Goedmakers
Anne Maria Catharina (Annemarie) Goedmakers (Amsterdam, 25 maart 1948) is een Nederlands ecoloog, bestuurder en politicus namens de PvdA.

## Loopbaan
Goedmakers doorliep het gymnasium aan het Fons Vitae Lyceum en studeerde biologie aan de Universiteit van Amsterdam (UvA) en tevens een jaar aan de Université Claude-Bernard-Lyon-I. Ze promoveerde in 1981 aan de UvA op een aquatisch ecologisch onderzoek. Van 1978 tot 1983 was ze lid van de Provinciale Staten van Noord-Holland. Daar kwam Goedmakers in aanvaring met haar partijgenoot commissaris van de Koningin Roel de Wit toen ze haar baby op schoot nam tijdens een vergadering. Hierna was ze werkzaam voor het ministerie van Welzijn, Volksgezondheid en Cultuur en voor adviesbureau DHV.
Binnen de PvdA was Goedmakers onder meer lid van de landelijke werkgroep Rooie Vrouwen, was lid van het partijbestuur en fungeerde daar tussen 1987 en 1991 als tweede vice-voorzitter. In november 1989 kwam ze in het Europees Parlement. Daar hield ze zich met name bezig met begrotingszaken, energie en technologie. In 1994 keerde ze niet terug. Ze had verschillende bestuursfuncties en was lid van verschillende adviesraden met name op het gebied van natuur, milieu, duurzaamheid en ontwikkelingszaken. Zo was Goedmakers onder meer directeur duurzaamheid bij NUON, regiodirecteur bij Staatsbosbeheer, voorzitter van Milieudefensie en voorzitter van Stichting Aap. In 2005 verloor ze een interne verkiezing om het partijvoorzitterschap van de PvdA van Michiel van Hulten.
- International Standard Name Identifier: 0000 0000 2711 288X
- Library of Congress Control Number: n88003820
- Nederlandse Thesaurus van Auteursnamen: 072833300
- ORCID: 0000-0002-6398-4778
- Parlement.com: vg09llzikht4
- Virtual International Authority File: 50762203